# Ц (паровоз)
Паровоз Ц — русский грузовой паровоз типа 1-4-0, разработанный инженером Лопушинским В. И. в 1895 году. Поначалу выпускался на зарубежных заводах, но потом его производство было налажено и в России. Поначалу работали на Китайско-Восточной железной дороге, но после поступили и на другие дороги Сибири, а также Кавказа. Были мощнее и экономичней паровозов серии Од, один из паровозов серии даже демонстрировался на всемирной выставке 1900 года в Париже.